# Copa Real Federación Española de Fútbol (fase autonómica de La Rioja)
La fase autonómica de La Rioja de la Copa Real Federación Española de Fútbol, es un campeonato oficial organizado por la Federación Riojana de Fútbol (FRF), bajo el auspicio de la Real Federación Española de Fútbol (RFEF), que enfrenta anualmente a algunos equipos de La Rioja.

## Historia
En la temporada 1993-94 se recupera la Copa Real Federación Española de Fútbol. Esta fase se desarrollará a nivel regional y podrán participar, mediante inscripción voluntaria, todos los equipos de la correspondiente federación territorial, de Primera Federación, Segunda Federación y Tercera Federación, de la pasada temporada que no se hayan clasificado bien a la Copa del Rey, o bien a la fase nacional de la Copa Real Federación Española de Fútbol.
El campeón acude a la fase nacional de la Copa Real Federación Española de Fútbol.
En función de lo que marque el Reglamento de Competiciones de Ámbito Estatal para la temporada, cada federación regional tendrá que comunicar, en fecha que determine el Departamento de Competiciones, el nombre del equipo que hubiese adquirido el derecho para 
participar en la Fase Nacional.

Tradicionalmente, los conjuntos de fútbol de La Rioja competían dentro de la Federación Navarra de Fútbol, fundada en 1928. 
En la Copa Real Federación Española de Fútbol durante 1993-94 hasta la temporada 2003-04, la Federación Navarra de Fútbol y la Federación Riojana de Fútbol participaban conjuntamente en la fase Autonómica para clasificar a la Fase nacional de la Copa Real Federación Española de Fútbol.

## Ediciones
Fase de Navarra y La Rioja
| Edición | Temporada | Campeón                      | Subcampeón         | Resultado | Resultado |
| ------- | --------- | ---------------------------- | ------------------ | --------- | --------- |
| I       | 1993-94   | C. D. Calahorra              | Peña Sport F. C.   | 1-2       | 1-0       |
| II      | 1994-95   | C. D. Calahorra              | U. D. C. Chantrea  | 3-1       | 2-0       |
| III     | 1995-96   | C. A. Osasuna "B"            | C. D. Calahorra    | 1-1       | 1-0       |
| IV      | 1996-97   | C. D. Izarra                 | Peña Sport F. C.   | 1-1       | 2-0       |
| V       | 1997-98   | C. D. Calahorra              | C. D. Izarra       | 0-0       | 4-0       |
| VI      | 1998-99   | C. D. Tudelano               | C. A. Osasuna "B"  | 1-0       | 1-1       |
| VII     | 1999-00   | C. D. Logroñés "B"           | C. D. Tudelano     | 2-0       | 0-0       |
| VIII    | 2000-01   | C. D. Calahorra              | C. A. Osasuna "B"  | 1-1       | 1-1 (pen) |
| IX      | 2001-02   | C. D. Alfaro                 | C. Atl. River Ebro | -         | -         |
| X       | 2002-03   | C. D. Recreación de La Rioja | Peña Sport F. C.   | 1-1       | 1-0       |
| XI      | 2003-04   | C. M. Peralta                | C. D. Calahorra    | 1-0       | 4-3       |

Fase de La Rioja
| Edición | Temporada | Campeón                  | Subcampeón         | Resultado      |
| ------- | --------- | ------------------------ | ------------------ | -------------- |
| I       | 2004-05   | C. D. Calahorra          | C. D. Varea        | 5-2            |
| II      | 2005-06   | C. Haro Deportivo        | C. D. Varea        | 2-0            |
| III     | 2006-07   | S. D. Oyonesa            | C. Haro Deportivo  | 1-0            |
| IV      | 2007-08   | A. D. Fundación Logroñés | C. D. Anguiano     | 2-0            |
| V       | 2008-09   | C. Haro Deportivo        | C. D. Anguiano     | 4-0            |
| VI      | 2009-10   | C. Haro Deportivo        | C. D. Anguiano     | 0-0 (pen)      |
| VII     | 2010-11   | C. Haro Deportivo        | C. D. Calahorra    | Liga 3 equipos |
| VIII    | 2011-12   | S. D. Logroñés           | S. D. Oyonesa      | 3-2            |
| IX      | 2012-13   | Náxara C. D.             | C. D. Varea        | 3-2            |
| X       | 2013-14   | C. D. Varea              | Náxara C. D.       | 2-0            |
| XI      | 2014-15   | C. Haro Deportivo        | S. D. Logroñés     | 0-0 (pen)      |
| XII     | 2015-16   | S. D. Logroñés           | C. D. Calahorra    | 2-2 (pen)      |
| XIII    | 2016-17   | C. D. Varea              | C. Haro Deportivo  | 1-0            |
| XIV     | 2017-18   | S. D. Logroñés           | C. D. Anguiano     | 2-0            |
| XV      | 2018-19   | C. D. Varea              | S. D. Logroñés     | 2-1            |
| XVI     | 2019-20   | Náxara C. D.             | C. D. Anguiano     | 2-1            |
| XVII    | 2020      | C. D. Arnedo             | Náxara C. D.       | 1-0            |
| XVIII   | 2021      | C. D. Alfaro             | Casalarreina C. F. | 2-0            |
| XIX     | 2022      | Náxara C. D.             | C. D. Varea        | 1-0            |
| XX      | 2023      | U. D. Logroñés           | C. D. Calahorra    | 3-0            |
| XXI     | 2024      | C. D. Varea              | C. Haro Deportivo  | 4-2            |

## Cuadro de campeones
Fase Autonómina de La Rioja (2004-05 hasta actualmente)
Nota: indicados en negrita los clubes que continúan en activo 
| Club                     | Títulos | Ediciones                                   |
| ------------------------ | ------- | ------------------------------------------- |
| C. Haro Deportivo        | 5       | 2005-06, 2008-09, 2009-10, 2010-11, 2014-15 |
| C. D. Varea              | 4       | 2013-14, 2016-17, 2018-19, 2024             |
| S. D. Logroñés           | 3       | 2011-12, 2015-16, 2017-18                   |
| Náxara C. D.             | 3       | 2012-13, 2019-20, 2022                      |
| C. D. Calahorra          | 1       | 2004-05                                     |
| S. D. Oyonesa            | 1       | 2006-07                                     |
| A. D. Fundación Logroñés | 1       | 2007-08                                     |
| C. D. Arnedo             | 1       | 2020                                        |
| C. D. Alfaro             | 1       | 2021                                        |
| U. D. Logroñés           | 1       | 2023                                        |

Fase Autonómina de La Rioja y Navarra (1993-94 hasta 2003-04)
Nota: indicados en negrita los clubes que continúan en activo 
| Club                         | Títulos | Ediciones                          |
| ---------------------------- | ------- | ---------------------------------- |
| C. D. Calahorra              | 4       | 1993-94, 1994-95, 1997-98, 2000-01 |
| C. A. Osasuna "B"            | 1       | 1995-96                            |
| C. D. Izarra                 | 1       | 1996-97                            |
| C. D. Tudelano               | 1       | 1998-99                            |
| C. D. Logroñés "B"           | 1       | 1999-00                            |
| C. D. Alfaro                 | 1       | 2001-02                            |
| C. D. Recreación de La Rioja | 1       | 2002-03                            |
| C. M. Peralta                | 1       | 2003-04                            |